# Ribadeo
Ribadeo – miasto w Hiszpanii, w prowincji Lugo, we wspólnocie autonomicznej Galicja (Hiszpania).

## Przypisy

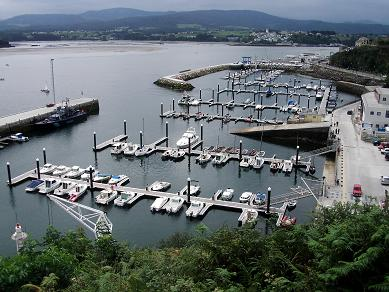
Port w Ribadeo

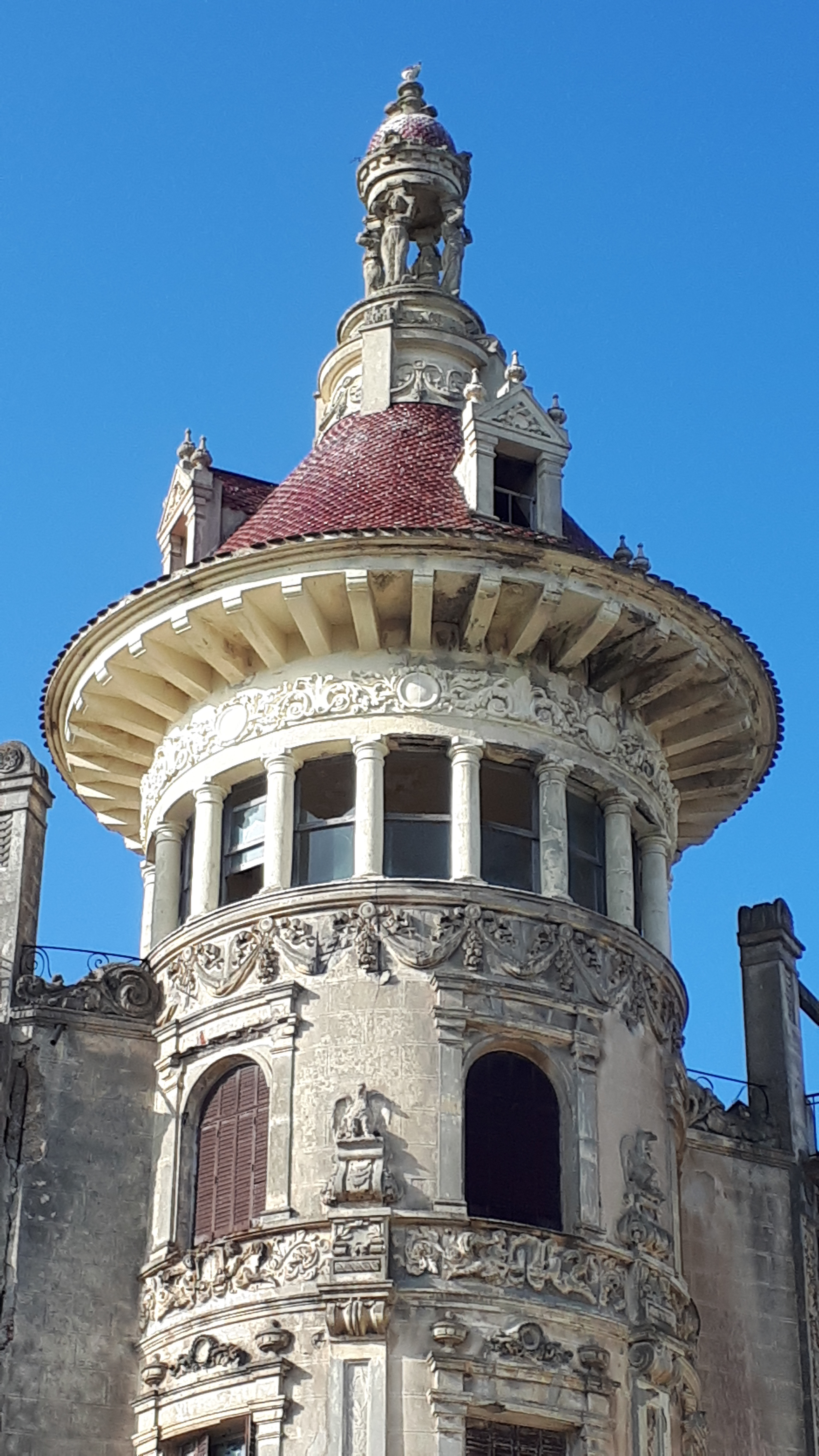
Torre de los Moreno (1915).